# Hans-Åke Scherp
Hans-Åke Scherp, född 29 april 1946 i Stora Malms församling, är lektor i pedagogik vid Karlstads universitet och en samhällsdebattör i skolfrågor.
Han disputerade 1998 vid Göteborgs universitet med en avhandling om gymnasierektorernas förändrade roll. Vid Karlstads universitet driver han projektet PBS för "problembaserad skolutveckling", som omfattar grund- och gymnasieskolor i 26 kommuner. Bland annat arrangeras en rad nätverksträffar för skolledare.
Scherp har gjort sig till talesman för problembaserat lärande och forskningspedagogik, och har under 2008 riktat kritik mot den folkpartistiske ministern Jan Björklunds skolpolitik. Hans kollega i Karlstad, professor Mats Ekholm, har instämt i kritiken.